# Star Rangers
Star Rangers est un jeu vidéo de Combat spatial développé et édité par Interactive Magic, sorti en 1995 sur DOS.

## Accueil
- PC Team : 84 %[1]